# لدانگ
لدانگ (به لاتین: Ledang District) یک سکونتگاه مسکونی در مالزی است که در جوهور واقع شده‌است.